# Kosmos 3
Kosmos 3 – radziecki satelita technologiczny typu 2MS; oficjalnie wysłany w celu badania zewnętrznych warstw ziemskiej atmosfery, promieniowania kosmicznego i rozwoju podzespołów statków kosmicznych; rzeczywiste przeznaczenie statku było najprawdopodobniej inne.
Satelita został wprowadzony 24 kwietnia 1962 roku na orbitę o parametrach: perygeum 228 km, apogeum 720 km. Okres obiegu początkowo wynosił 93,8 minuty. Nachylenie orbity wyniosło 49°. Koniec misji 17 października 1962 roku.